# 伊豆の国市立長岡北小学校
伊豆の国市立長岡北小学校（いずのくにしりつ ながおかきたしょうがっこう）は、静岡県伊豆の国市南江間にある公立小学校。

## 沿革
- 1873年（明治6年）6月16日 - 「君沢郡第三小区江間学校」として創立。
- 1886年（明治19年）3月 - 「奨弘学校」と合併　学区改正。
- 1889年（明治22年）11月 - 奨弘学校から分設して「江間尋常小学校」を設立。
- 1914年（大正3年）4月1日 - 「江間尋常高等小学校」を設立。
- 1941年（昭和16年）4月1日 - 国民学校令施行に伴い、「江間村国民学校」と改称。
- 1947年（昭和22年）4月1日 - 学校教育法施行により、「江間村立江間小学校」と改称。
- 1954年（昭和29年）4月1日 - 町村合併に伴い「伊豆長岡町立江間小学校」と改称。
- 1959年（昭和34年）4月1日 - 「伊豆長岡町立北小学校」と改称。
- 1968年（昭和43年）12月14日 - 校歌を制定（※作詞・作曲者の情報は後述）。
- 1987年（昭和62年）11月13日 - 日本PTAの表彰を受ける。
- 1994年（平成6年）4月1日 - 静岡県教育委員会より、「環境教育研究指定校」の指定を受ける（※翌年度まで継続）。
- 1999年（平成11年）4月1日 - 静岡県ドリームスクール推進校の指定を受ける（※翌年度まで継続）。
- 2005年（平成17年）4月1日 - 韮山町・大仁町・伊豆長岡町の合併により、「伊豆の国市立長岡北小学校」と改称。
- 2013年（平成25年）11月28日 - 学校保健健康優良校の表彰を受ける。
- 2014年（平成26年）4月1日 - 知的障害を対象とした特別支援学級を新設。
- 2020年（令和2年）3月3日 - GIGAスクール構想により、タブレット端末の導入が行われる。

（沿革に関する出典（※注記が無いものに限る）：）

## 基礎データ

### 象徴
- 校歌 - 作詞：山田八弥、作曲：有賀正助[2]

### スローガン
- 学校教育目標 - 「学び合い 心ゆたかに たくましく」 - よりよくかかわり よさを発揮できる子 - [2]